# ادو کویمبرا
ادو کویمبرا (پرتغالی: Edu Coimbra؛ زادهٔ ۵ فوریهٔ ۱۹۴۷) ورزشکار اهل برزیل است.
از باشگاه‌هایی که در آن بازی کرده‌است می‌توان به باشگاه فوتبال فلامینگو، و باشگاه فوتبال باهیا، باشگاه ورزشی واسکو دوگامااشاره کرد.
کویمبرا در تیم‌هایی همچون تیم ملی فوتبال برزیل، تیم ملی فوتبال عراق، فلومیننزه، کاشیما آنتلرز، باشگاه فوتبال کوریتیبا و باشگاه ورزشی واسکو دوگاما مربی‌گری کرده‌است.